# Le perfezioni provvisorie
Le perfezioni provvisorie è un romanzo giallo scritto da Gianrico Carofiglio e pubblicato da Sellerio nel 2010. È il quarto romanzo nella serie avente per protagonista l'avvocato Guerrieri e per la prima volta non è incentrato su un processo. Tradotto in inglese, tedesco e spagnolo, ha avuto tre seguiti entrambi pubblicati da Einaudi: La regola dell'equilibrio, 2014; La misura del tempo, 2019; L'orizzonte della notte, 2024.
Il libro è stato finalista al Premio Campiello 2010

## Trama
Guido Guerrieri, avvocato penalista di Bari, viene contattato da un collega civilista che lo mette in contatto coi coniugi Ferraro, esponenti della borghesia barese. La loro figlia maggiore Manuela, 22 anni, studentessa a Roma, è scomparsa da oltre sei mesi: di ritorno da un fine settimana trascorso con amici in un villaggio turistico alla moda, è scomparsa nel nulla dopo aver preso un treno che doveva riportarla a Roma. A nulla sono servite le indagini dei carabinieri e della polizia, nemmeno il passaggio televisivo a Chi l'ha visto? è stato utile per far luce sul mistero. I Ferraro chiedono dunque aiuto a Guerrieri il quale, dopo un primo momento di titubanza, accetta di occuparsi del caso e di rintracciare Manuela.
Guerrieri inizia le indagini procedendo per tentativi: chiede aiuto a vecchie conoscenze dell'ambiente, compie sopralluoghi in ambienti sordidi, contatta le amiche e l'ex fidanzato Michele, che però si rifiuta di parlargli. Pian piano emerge una realtà diversa da quella prospettata dai Ferraro: Manuela non era affatto la brava ragazza che sembrava, ma era dedita all'assunzione e spaccio di cocaina; molte persone sembrano averla voluta morta, in particolare Michele, colpevole di averla iniziata all'uso della droga. Nel frattempo Guerrieri riprende i contatti con Nadia, ex prostituta che lui era riuscito a far assolvere in un processo per favoreggiamento; un'altra figura ambigua è quella di Caterina, migliore amica di Manuela, ragazza spregiudicata e fascinosa con la quale ben presto Guerrieri intrattiene una relazione sessuale.
Le indagini proseguono senza svolte finché Guerrieri non si rende conto di un particolare: nonostante Manuela e Caterina fossero amiche, sul cellulare della ragazza non compare mai il suo numero né alcun contatto che riconduca a lei. Seguendo quel ragionamento e mettendo insieme gli elementi ottenuti durante l'indagine, l'avvocato comprende come siano andate le cose: Manuela è morta il giorno stesso della scomparsa. Dopo aver lasciato i suoi amici al villaggio turistico era andata con Caterina a casa di Duilio, un piccolo spacciatore, e lì aveva assunto una massiccia dose di cocaina che l'aveva fatta andare in overdose. Presi alla sprovvista, Duilio e Caterina avevano fatto sparire il suo cadavere insieme a qualsiasi traccia collegasse loro a Manuela, cosa facilitata dal fatto che le due ragazze utilizzassero una scheda SIM segreta per sentirsi, di cui nessuno era a conoscenza.
Nonostante le insistenze della ragazza, Guerrieri la spinge a confessare: sarà lui a dare la notizia della morte di Manuela ai Ferrero. Provato dall'indagine ma al tempo stesso confortato dalla presenza di Nadia, l'avvocato torna alla sua vita.

## Edizioni
- Gianrico Carofiglio, Le perfezioni provvisorie, collana La Memoria, Sellerio, 2010,  pp. 336, cap. 38, ISBN 978-88-389-2454-5.